# Ramlah bint Abi-Sufyan
Ramlah bint Abi Sufyan, (Arabisch: رملة بنت أبي سفيان), ook bekend als Umm Habiba, (Arabisch: أم حبيبة "moeder der liefde") (rond 589-666) was een dochter van Aboe Sufyan en een echtgenote van Mohammed. Zoals alle andere vrouwen van Mohammed wordt zij derhalve tot de Ummu l-Mu'minin ("moeders der gelovigen") gerekend. 

## Familie
Ze was een dochter van Safiyyah bint abi al-'As en Abu Sufyan, een hoofdman van de stam der Qoeraisj en iemand die gedurende een groot deel van zijn leven tot Mohammeds felste tegenstanders behoorde. Ze was een zus van Moe'awija, de stichter der Omajjaden-dynastie. Daarnaast was Ramlah verwant aan Oethman ibn Affan, ze was een nicht aan moederszijde en een achternicht van vaderszijde.

## Nalatenschap
Er zijn zo'n 65 door haar vertelde Hadith bekend. De vroege Hadith samenstellers Muhammad al-Bukhari en Muslim al-Hajjaj waren het er over enkelen eens, Muslim heeft er daarnaast nog twee.